# أتسوكو تاناكا
أتسوكو تاناكا (田中敦子 تاناكا أتسوكو) هي مؤدية أصوات يابانية ولدت في 14 نوفمبر 1962 في مايه-باشي, غونما.

## أدوارها في الأنمي

### مسلسلات أنمي تلفزيونية
- المحقق كونان - ميري سيرا
- ناروتو شيبودن - كونان
- روك لي وأصدقائه النينجا - كونان
- برج درواغا 〜the Sword of URUK〜 - آمينا
- الفرقة المتنقلة المدرعة: ستاند ألون كومبليكس - موتوكو كوساناغي
- الفرقة المتنقلة المدرعة: ستاند ألون كومبليكس سكند غيغ - موتوكو كوساناغي
- ديفل ماي كراي - تريش
- فيت/ستاي نايت - كاستر
- فيت/ستاي نايت: Unlimited Blade Works - كاستر
- وولفز راين - جاغوارا
- كوينز بليد: المحاربة المتجولة - كلوديت
- كوينز بليد: وريثة العرش - كلوديت
- عندما تبكي النوارس - كيريي أوشيروميا، كاسومي سوماديرا
- بلاك كات - إكيدنا باراس
- هاتاراكي مان - مايكو كاجي
- بيرسونا ترينيتي سول - ميتشيو كايانو
- كاوبوي بيبوب - كوفي
- جوشين إنبو - كوي
- ترايجان - كلير
- بيرسيرك - سلان
- إيكي توسن XTREME XECUTOR - موكاكو
- رايلغان معينة خاصة بالعلم - هارومي كياما
- كامينوميزو شيرو سيكاي - يوري نيكايدو
- كامينوميزو شيرو سيكاي 2 - يوري نيكايدو
- كامينوميزو شيرو سيكاي: الحارسات - يوري نيكايدو
- بوكيمون بلاك/وايت - لينورا
- بليد - تارا
- مغامرة جوجو الغريبة - ليزا ليزا
- حرب السحر - فايوليت نورث
- غلاسليب - ميواكو أوكيكورا
- خليلة (مؤقتة) - شيزوكو تودو
- الوحوش الطفيلية: ثوابت النجاة - ريوكو تاميا/ريكو تامورا
- غريت تيتشر أونيزوكا - والدة ناناكو ميزوكي
- معرض الفن المزيف - فيكوي
- غود إيتر - تسوباكي أماميا
- آيدولماستر سندريلا جيرلز - المديرة ميشيرو
- بطولات أرسلان - تاهاميني
- كذبتك في أبريل - يوريكو أوتشياي
- البدلة المتنقلة جاندام: أيتام الدم الحديدي - أميدا آركا
- فرسان سيدونيا - ساماري إيتان
- فرسان سيدونيا: معركة الكوكب التاسع - ساماري إيتان
- فالكيريا كرونيكلز - إليانور فاروت
- أكا: قسم التفتيش الخاص بالقطاع 13 - موف
- فريرن: ما وراء نهاية الرحلة  - فلامي

### أنمي الإنترنت
- نينجا سلاير فروم أنيميشن - شي نينجا
- ديفل مان: الطفل الباكي - سيريني
- وجبة الغداء في منزل إميا - كاستر
- الفرقة المتنقلة المدرعة SAC_2045 - موتوكو كوساناغي

### أوفا أنمي
- إكس إكس إكس هوليك: رو - شينو دوميكي

### أفلام أنمي
- الفرقة المتنقلة المدرعة - موتوكو كوساناغي
- الفرقة المتنقلة المدرعة 2: إينوسنس - موتوكو كوساناغي
- الفرقة المتنقلة المدرعة: ستاند ألون كومبليكس: سوليد ستيت سوسايتي - موتوكو كوساناغي
- فيت/ستاي نايت: Unlimited Blade Works - كاستر
- فيلم خيميائي الفولاذ: نجم ميلوس المقدس - والدة جوليا كرايتون
- بايونيتا: بلادي فايت - بايونيتا
- الخادم الأسود Book of the Atlantic - فرانسيس ميدفورد
- باتمان النينجا - بويزون آيفي

## أدوارها في ألعاب الفيديو
- ديسيديا: فاينل فانتسي - ألتيميسيا
- ديسيديا 012: فاينل فانتسي - ألتيميسيا
- ديسيديا: فاينل فانتسي NT - ألتيميسيا
- مارفل فرسس كابكوم 3 - تريش
- ألتيميت مارفل فرسس كابكوم 3 - تريش
- تيلز أوف إينوسنس - إينانا، ماثيوس
- غود إيتر - تسوباكي أماميا
- غود إيتر بورست - تسوباكي أماميا
- نير - كايني
- جوجوز بيزار أدفنتشر: أول ستار باتل - ليزا ليزا
- جوجوز بيزار أدفنتشر: آيز أوف هيفن - ليزا ليزا
- ناروتو شيبودن: ألتيميت نينجا ستورم ريفولوشن - كونان
- ناروتو شيبودن: ألتيميت نينجا ستورم 4 - كونان
- بروجكت X زون 2 - هيبانا
- زيرو إسكيب: فيرتشوز لاست ريوارد - أليس
- فيلوسوما - ميشو
- فالكيريا كرونيكلز - إليانور فاروت
- سلسلة ألعاب ستريت فايتر
  - ستريت فايتر III: ثيرد سترايك - تشن لي، بويزون
  - ألترا ستريت فايتر IV - بويزون
- سوبر سماش برذرز فور نينتندو 3دي إس و وي يو - بايونيتا
- سوبر سماش برذرز ألتميت - بايونيتا

## أدوارها في الدبلجة اليابانية
- ترانسفورمرز أنيميتد - سليبستريم
- حكاية لعبة 3 - دولي
- فريندز - فيبي بوفيه

## وصلات خارجية
- أتسوكو تاناكا على موقع IMDb (الإنجليزية)
- أتسوكو تاناكا على موقع ميوزك برينز (الإنجليزية)
- أتسوكو تاناكا على موقع قاعدة بيانات الفيلم (الإنجليزية)
- أتسوكو تاناكا على موقع ANN person (الإنجليزية)